# Willi Nixdorf
Willi Nixdorf (* 15. August 1913 in Magdeburg; † 4. Dezember 1984 in Berlin) war ein deutscher Maskenbildner beim heimischen Film.

## Leben und Wirken
Geboren als unehelicher Sohn eines Drahtzaunfabrikanten und einer Stepperin machte Willi Nixdorf zunächst eine Friseurlehre. Wenige Monate nach der NS-Machtergreifung stieß er als Assistent des erfahrenen Maskenbildners Waldemar Jabs zum Film und wirkte bis 1940 bereits bei etlichen Filmproduktionen mit. Anschließend wurde er zum Kriegsdienst eingezogen.
Nach dem Zweiten Weltkrieg begann er bei der DEFA, wechselte jedoch kurz darauf (noch 1950) zum bundesdeutschen Kino. In den kommenden 25 Jahren wurde Willi Nixdorf einer der meistbeschäftigten Vertreter seines Berufsstandes des Landes und betreute maskenbildnerisch neben schlichter Massenunterhaltung auch immer mal wieder ambitioniertere Produktionen wie Die Ratten, Der 20. Juli, Vor Sonnenuntergang und Herrenpartie.
Nixdorf wirkte in quasi allen gängigen Genres, in den 1960er Jahren wurden seine Künste vor allem für Edgar-Wallace-Verfilmungen wie Der Zinker, Der schwarze Abt, Das indische Tuch und Der Hexer eingesetzt. Auch bei Horst Wendlandts erster und erfolgreichster Karl-May-Verfilmung Der Schatz im Silbersee war Willi Nixdorf tätig. Mit der Fallada-Adaption Jeder stirbt für sich allein beendete er 1975 seine Arbeit beim Film. Er starb 1984 in seiner Wohnung in Berlin-Schöneberg.
Von 1934 bis zur Scheidung 1939 war Nixdorf mit der Schneiderin Gerda Fredrich verheiratet. 1942 heiratete er während eines Fronturlaubs die Garderobiere Gisela Bornkessel. Diese Ehe hielt bis zu Willi Nixdorfs Tod.

## Filmografie
- 1950: Das kalte Herz
- 1951: Der Tiger Akbar
- 1952: Die Spur führt nach Berlin
- 1952: Der Onkel aus Amerika
- 1953: Der keusche Josef
- 1954: … und ewig bleibt die Liebe
- 1954: Roman eines Frauenarztes
- 1954: Der Froschkönig
- 1955: Stern von Rio
- 1955: Die Ratten
- 1955: Der 20. Juli
- 1955: Das Bad auf der Tenne
- 1956: Vor Sonnenuntergang
- 1956: Geliebte Corinna
- 1956: Musikparade
- 1956: Der erste Frühlingstag
- 1956: Mein Vater, der Schauspieler
- 1957: Das Mädchen ohne Pyjama
- 1957: Kindermädchen für Papa gesucht
- 1957: Die Unschuld vom Lande
- 1957: Und abends in die Scala
- 1958: Petersburger Nächte
- 1958: Kleine Leute mal ganz groß
- 1958: Hier bin ich – hier bleib ich
- 1958: Was eine Frau im Frühling träumt
- 1959: Du bist wunderbar
- 1959: Aus dem Tagebuch eines Frauenarztes
- 1959: Am Tag als der Regen kam
- 1960: Kein Engel ist so rein
- 1960: Marina
- 1960: O sole mio
- 1961: Zu jung für die Liebe?
- 1961: Im Stahlnetz des Dr. Mabuse
- 1961: Der Traum von Lieschen Müller
- 1962: Der Schatz im Silbersee
- 1963: Der Fluch der gelben Schlange
- 1963: Der Zinker
- 1963: Das indische Tuch
- 1963: Der schwarze Abt
- 1963: Herrenpartie
- 1964: Zimmer 13
- 1964: Der Hexer
- 1965: Dschingis Khan (Genghis Khan)
- 1965: Neues vom Hexer
- 1965: Der unheimliche Mönch
- 1966: Der Bucklige von Soho
- 1966: Das Millionending (zweiteiliger TV-Film)
- 1967: Die blaue Hand
- 1967: Der Mönch mit der Peitsche
- 1967: Der Hund von Blackwood Castle
- 1968: Im Banne des Unheimlichen
- 1968: Der Gorilla von Soho
- 1968: Erotik auf der Schulbank
- 1968: Der Mann mit dem Glasauge
- 1969: Die Herren mit der weißen Weste
- 1970: Die Feuerzangenbowle
- 1970: Was ist denn bloß mit Willi los?
- 1971: Die Tote aus der Themse
- 1971: Bleib sauber, Liebling!
- 1971: Willi wird das Kind schon schaukeln
- 1972: Hauptsache Ferien
- 1972: Der Illegale (dreiteiliger TV-Film)
- 1975: Jeder stirbt für sich allein